# Pomnik Jana Žižki pod Sudomierzem
Pomnik Jana Žižki pod Sudomierzem (czes. Památník Jana Žižky u Sudoměře) – monumentalny pomnik czeskiego bohatera narodowego Jana Žižki, upamiętniający jego zwycięstwo w bitwie pod Sudomierzem podczas wojen husyckich. Znajduje się pomiędzy stawami Markovec i Škaredý, w pobliżu południowoczeskiej wsi Sudomierz w powiecie Strakonice, w obszarze katastralnym Mladějovice.

## Opis
W bitwie pod Sudomierzem stoczonej 25 marca 1420 roku, husyci zmierzający z Pilzna do nowo wybudowanego Hradiště na górze Tabor bronili się przed przeważającymi siłami armii króla Zygmunta Luksemburskiego i krzyżowców ze Strakonic, wykorzystując ukształtowanie terenu (tamę między dwoma stawami, błotniste dno osuszonego stawu Škaredý) oraz ścianę taborów. Była to pierwsza duża bitwa wojen husyckich, która zapoczątkowała sławę wojskową Jana Žižki, chociaż nie był on wówczas jedynym ani nawet głównym dowódcą husytów.
Pomysł budowy pomnika zrodził się w 1920 roku, w 500. rocznicę bitwy. Autorem jest czeski rzeźbiarz, malarz i grafik Emanuel Kodet, a w pracach uczestniczył także budowniczy František Kulíř, pochodzący z Paračova. Pomnik ukończony w 1925 roku, wykonany jest z bloków kamiennych i ma 16 metrów wysokości. Przedstawia Jana Žižkę z kapalinem na głowie i buzdyganem w prawej dłoni.
W pobliżu pomnika czeski rzeźbiarz Ivan Šmilauer stworzył drewniane figury czterech husyckich wojowników. Rzeźby wykonane są z pojedynczego, pięciometrowego dębu, który został wyrwany z korzeniami podczas burzy. Drzewo podzielono na cztery równe części, z których powstały rzeźby o wysokości 2,5 metra. Każda figura ma swoje imię – Břeněk, Jan, Mikuláš i Viktorin. Ich liczba symbolizuje czterystu wojowników uczestniczących w bitwie pod Sudomierzem i jest hołdem dla ich odwagi i bohaterstwa.  

## Galeria

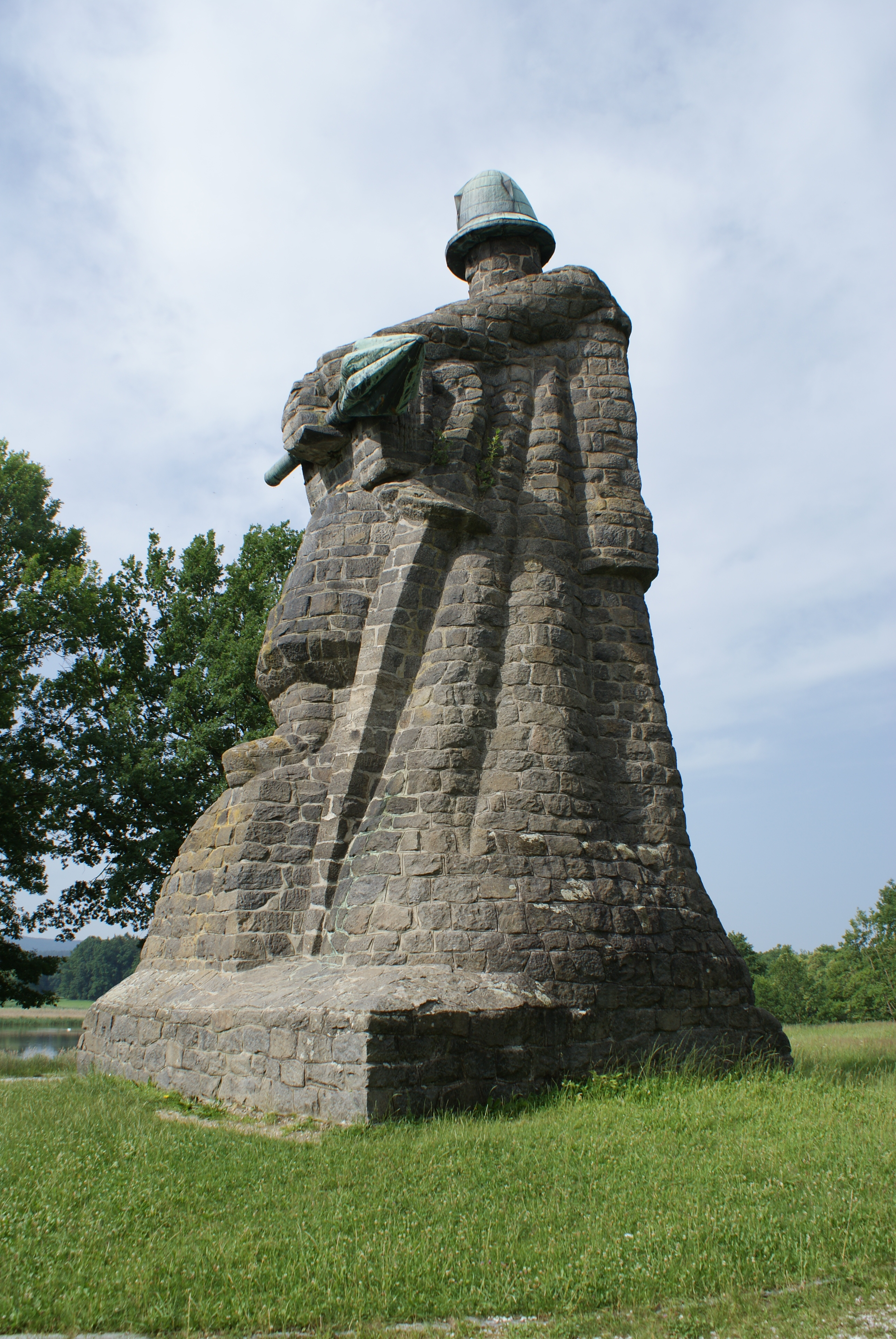
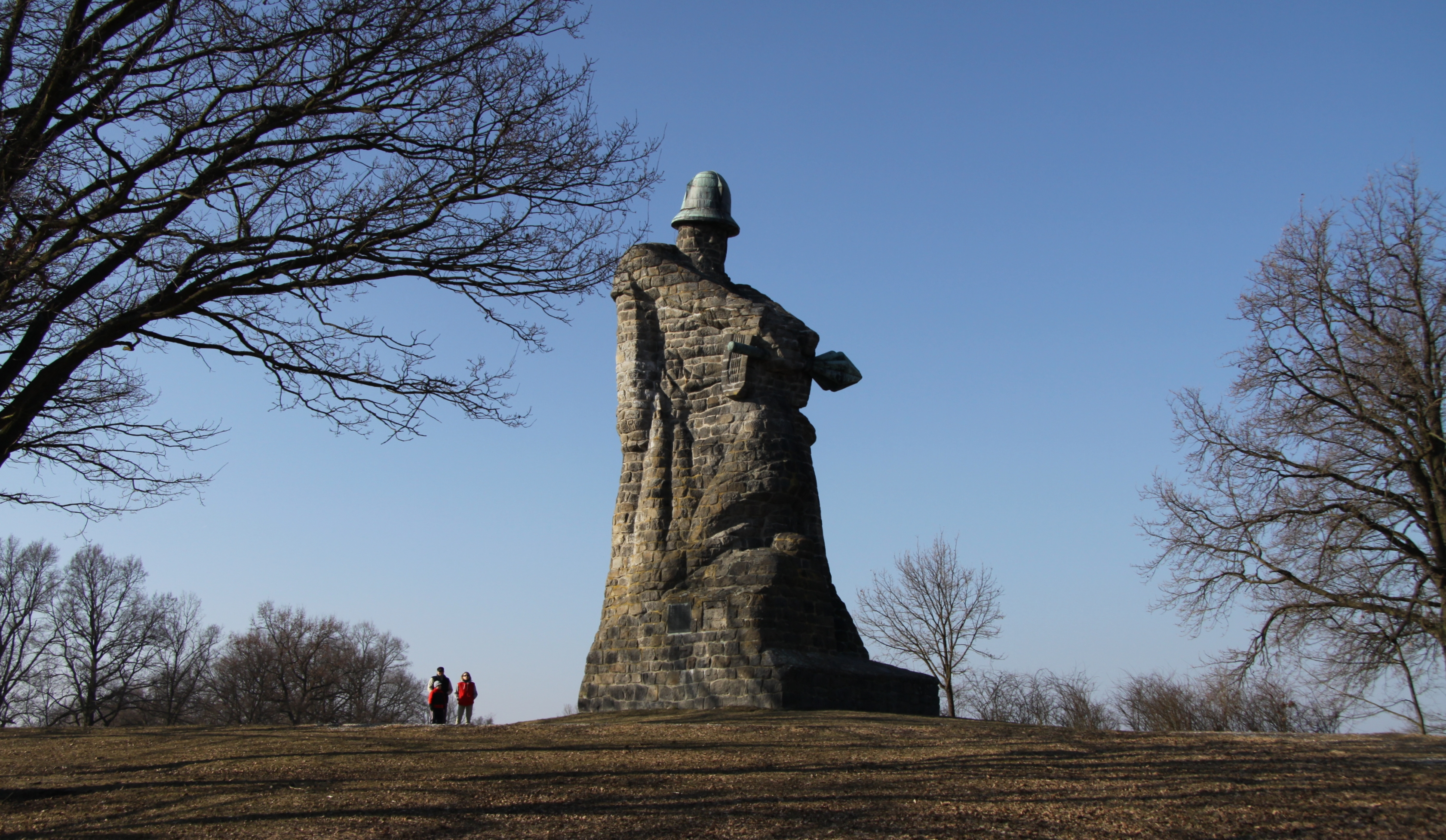
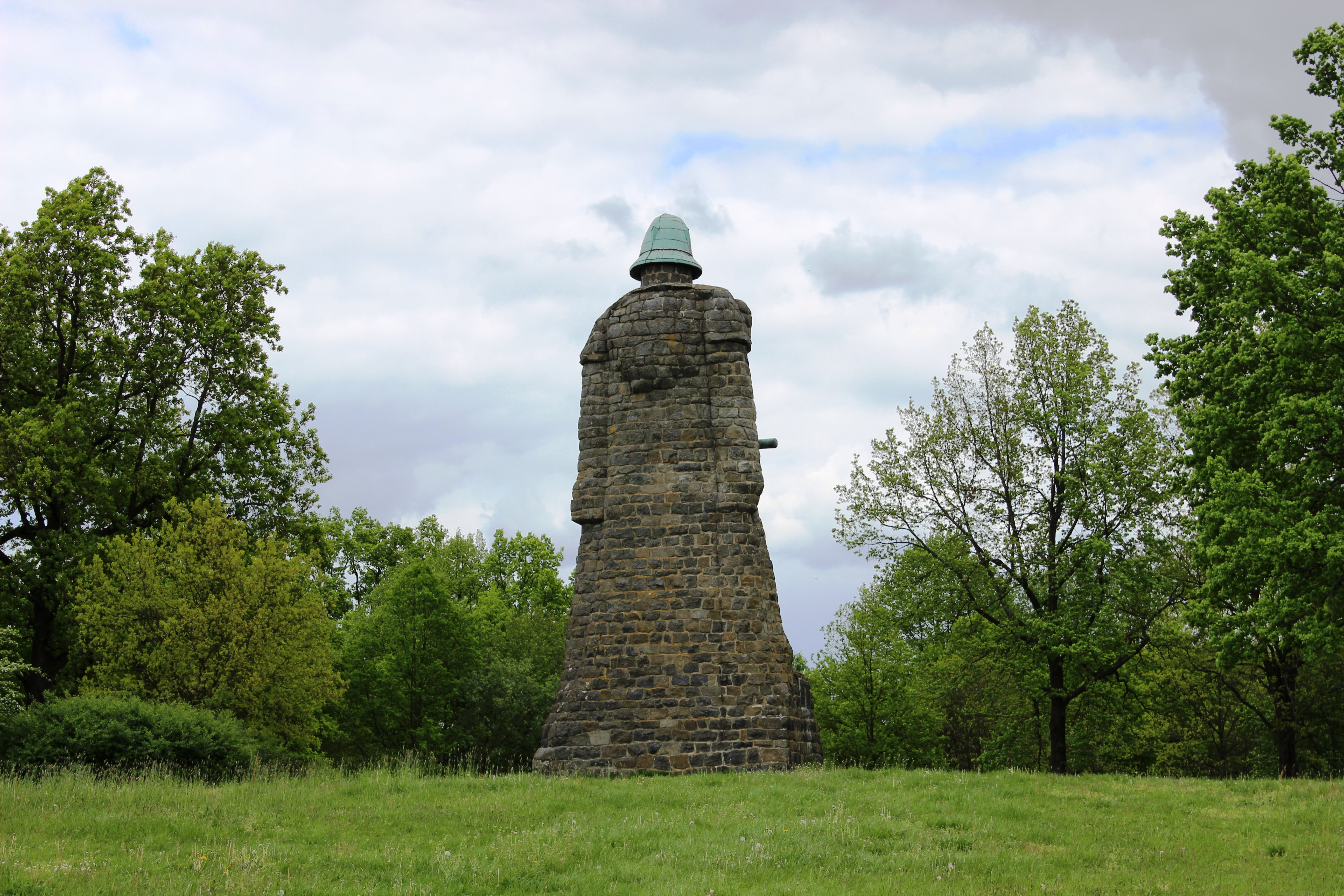
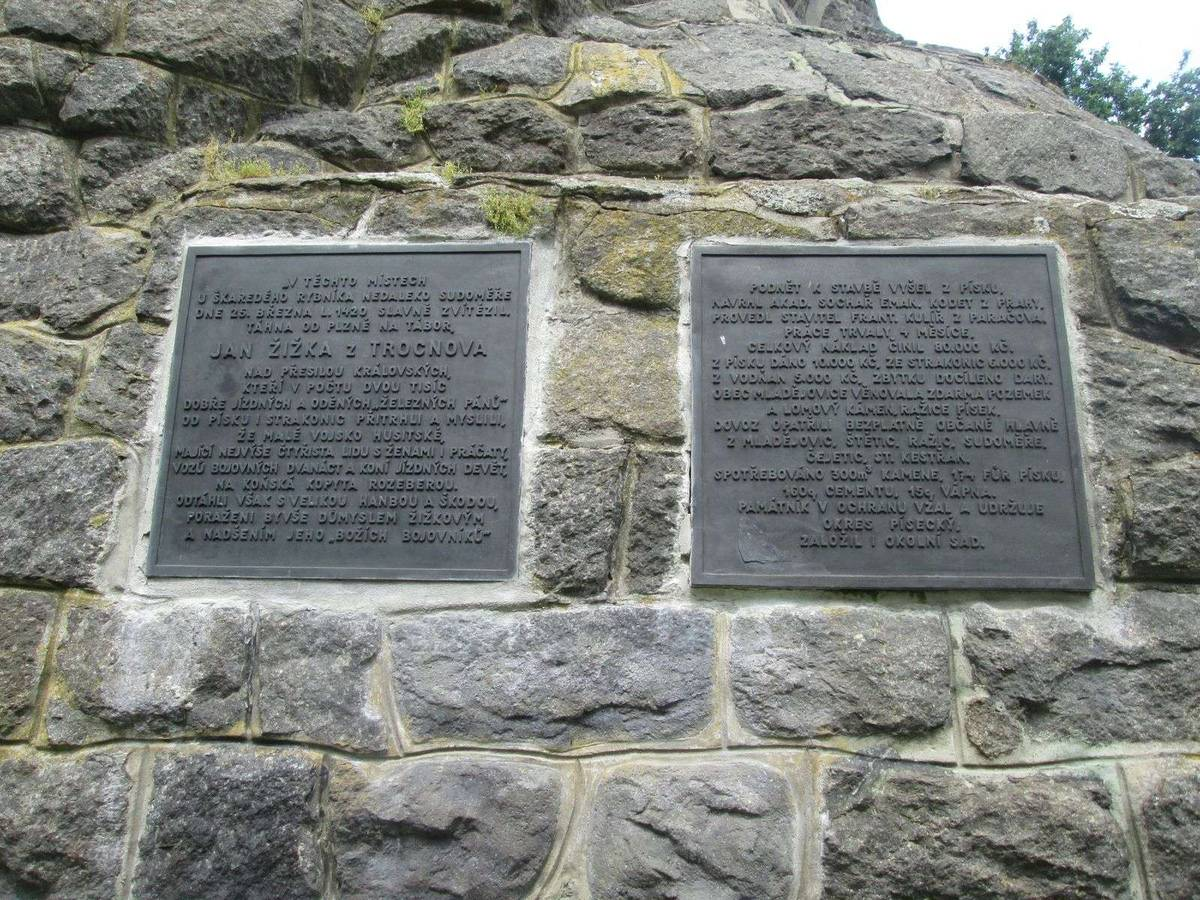
Tablice informacyjne na pomniku
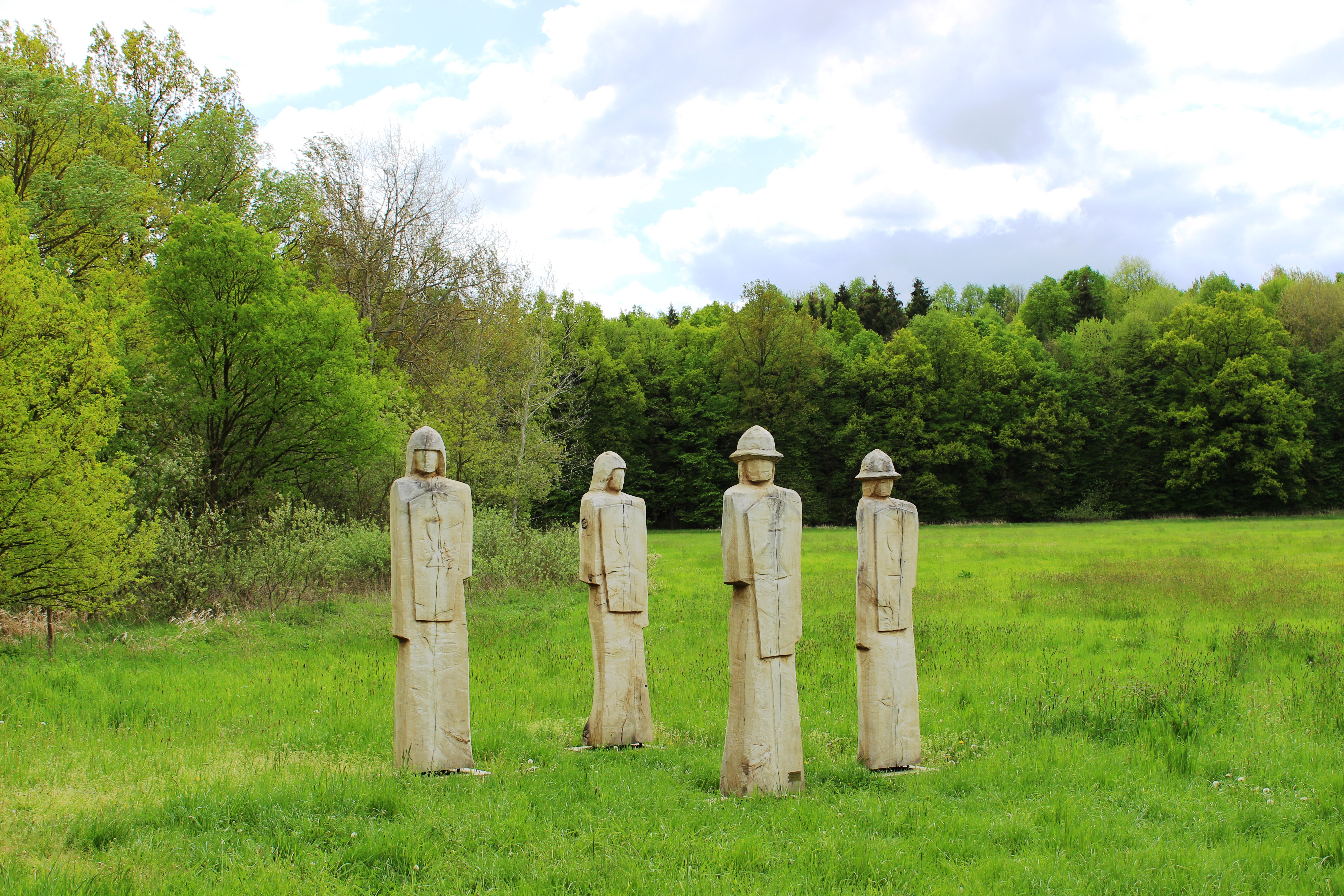
Rzeźby czterech husyckich wojowników w pobliżu pomnika